# Национално знаме на Коморските острови
Сегашното знаме на Коморските острови е одобрено през 2003 г. Предишното знаме представлява полумесец на зелен фон. В новото знаме също има полумесец, но той е поставен в зелен триъгълник. Добавени са и четири ленти, които символизират четирите острова на страната: жълтата лента символизира Мохели, бялата Майот (владение на Франция) червената Анжуан, а синията Гранд Комор. Четирите звезди до полумесеца също символизират четирите острова, а самият полумесец символизира исляма, която е основната религия на островите.
- Знамето в периода (1996 – 2001)
- Знамето в периода (1992 – 1996)
- Знамето в периода (1978 – 1992)